# جير سيسبيدز
جير سيسبيدز (بالإسبانية: Jair Céspedes)‏ هو مدرب كرة قدم ولاعب كرة قدم بيروفي في مركز نصف الجناح، ولد في 22 مايو 1984 في أريكيبا في بيرو. شارك مع منتخب بيرو لكرة القدم. أما مع النوادي، فقد لعب مع أليانزا ليما واتحاد أبناء سخنين وخوان أوريتش وسبورت بويز ومكابي أخاء الناصرة ونادي سبورتينغ كريستال ونادي هبوعيل إيروني كريات شمونة.

## وصلات خارجية
- جير سيسبيدز على موقع الاتحاد الدولي (مؤرشف)  (الإنجليزية)
- جير سيسبيدز على موقع قاعدة بيانات كرة القدم.إي يو (الإنجليزية)
- جير سيسبيدز على موقع ناشيونال فوتبول تيمز (الإنجليزية)
- جير سيسبيدز على موقع Soccerway.com (الإنجليزية)